# Anacleto José María Peña
Anacleto José María Peña   (Getxo, 19 d'abril de 1895 - Getxo, 13 de gener de 1989) és un exfutbolista basc de la dècada de 1920 i entrenador de futbol.
Jugava de centrecampista i destacà principalment a l'Arenas Club de Getxo on jugà més d'una dècada, i al Reial Madrid CF, on jugà durant sis temporades. L'any 1922 va jugar diversos parits amistosos amb el RCD Espanyol.
Fou internacional amb la selecció espanyola, amb la qual participà als Jocs Olímpics de 1924.
Un cop retirat destacà com a entrenador a clubs com el Celta de Vigo, Sporting de Gijón o Osasuna.